# Schloss Rametz

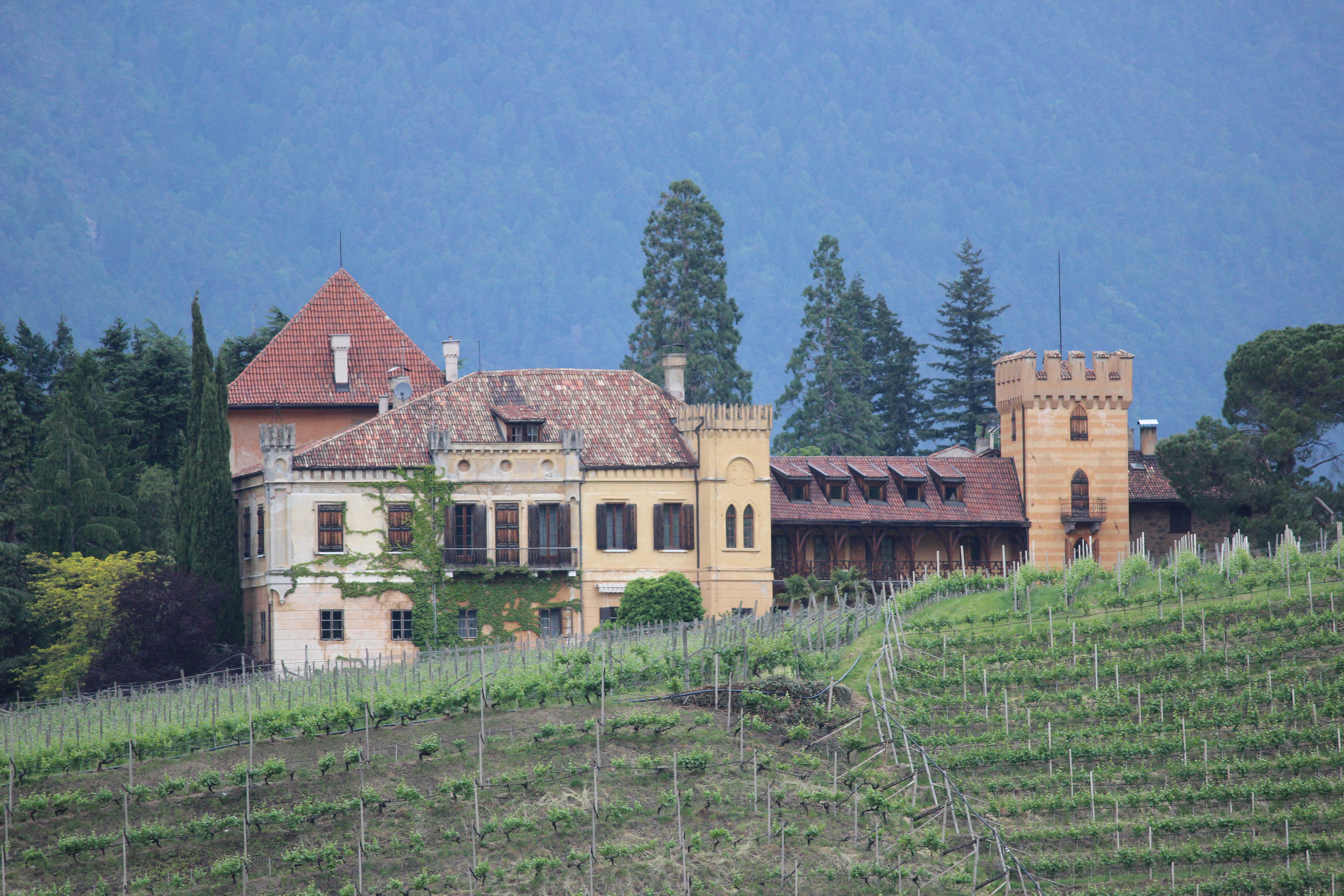
Schloss Rametz

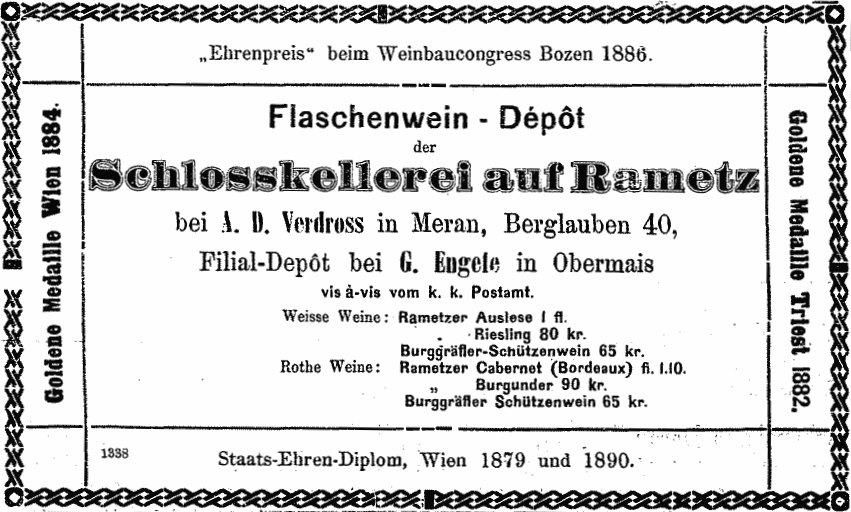
Werbeschaltung der Schlosskellerei Rametz, 1892

Schloss Rametz ist eine Burganlage im Meraner Ortsteil Labers (Südtirol).

## Geschichte
Die Baulichkeiten gehen im Kern auf einen Gutshof zurück und befanden sich von 1227 bis 1269 im Besitz der Grafen von Ulten, einer Seitenlinie der Grafen von Eppan. Angeblich wurde das Gut Ende des 14. Jahrhunderts zum Edelsitz derer von Rametz erhoben. Im Jahr 1486 ist ein Jörg Aichner zu Rametz als Inhaber des damaligen Ansitzes bezeugt. Nach dem Aussterben der Rametz im Jahr 1497 waren die Familien Quaranta, Planta, Travers von Ortenstein und Paravicini Besitzer der Burg.
1834 kaufte der Augenarzt Franz Flarer das Gut und baute es bis 1872 grundlegend im Tudorstil um. Von 1949 bis zu seinem Tod 1954 lebte Fritz von Herzmanovsky-Orlando auf dem Schloss.
Im Hochparterre sind noch eine spätgotische Stube, im ersten Stock ein Raum mit Renaissancegetäfel und Kassettendecke (um 1596) erhalten.
Der Weinanbau um Schloss Rametz ist bereits seit dem Jahr 1227 belegt. Im 19. Jahrhundert verbreitete sich der Blauburgunderanbau in Südtirol von hier. Heute beherbergt die Schlossanlage eine Weinkellerei, ein Weinbaumuseum und ein Speckmuseum.